# اثر متیو
اثر متیو (به انگلیسی: Matthew effect) در جامعه‌شناسی پدیده‌ای است که در آن «ثروتمندان ثروتمندتر و فقرا فقیرتر می‌شوند». این اصطلاح برای اولین بار توسط رابرت کی. مرتن جامعه‌شناس آمریکایی در سال ۱۹۶۸ ابداع شد.
روبرت کی. مرتون دریافته بود که در علم، اعتبار یک اکتشاف به شهرت محقق آن بستگی دارد تا شایستگی او (گیبز، ۱۳۷۶). از این رو وی با الهام از آیه ۲۹ از فصل ۲۵ انجیل متی، شاخص «اثر متیو» را ارائه کرد؛ در این آیه آمده‌است (گویا): «آن کس که دارد، به او بیشتر داده خواهد شد تا به فراوانی داشته باشد و آن کس که ندارد حتی آنچه را هم که دارد از دست خواهد داد». 

## جامعه‌شناسی علم
در جامعه‌شناسی علم اثر متیو اصطلاحی بود که توسط رابرت کی. مرتن ابداع شد برای توصیف اینکه چگونه، در میان چیزهای دیگر، دانشمندان برجسته اغلب نسبت به یک محقق نسبتاً ناشناخته اعتبار بیشتری کسب می کنند، حتی اگر کار آنها مشابه باشد. همچنین به این معنی است که معمولاً به محققانی که قبلاً مشهور هستند اعتبار داده می شود.  مثلا، تقریباً همیشه یک جایزه به ارشدترین محقق درگیر در یک پروژه تعلق می گیرد، حتی اگر تمام کار توسط تحصیلات تکمیلی انجام شده باشد. این بعدها توسط استیون استیگلر به عنوان قانون همنامی استیگلر فرموله شد  – «هیچ اکتشاف علمی به نام کاشف اصلی خود نامگذاری نشده است»  – با استیگلر که به صراحت از مرتن به عنوان کاشف واقعی نام می برد و «قانون» او را نمونه ای از خود قرار می دهد.
مرتن علاوه بر این استدلال کرد در جامعه علمی، اثر متیو فراتر از شهرت ساده است تا بر سیستم ارتباطی گسترده‌تر تأثیر بگذارد، در فرآیندهای انتخاب اجتماعی نقش داشته باشد و منجر به تمرکز منابع و استعدادها شود. او به عنوان مثال، دید نامتناسبی را که به مقالات نویسندگان شناخته شده، به قیمت مقالاتی که به همان اندازه معتبر یا برتر نوشته شده توسط نویسندگان ناشناس نوشته شده اند، بیان کرد. وی همچنین خاطرنشان کرد که تمرکز توجه بر افراد برجسته می تواند منجر به افزایش اعتماد به نفس آنها شود و آنها را به انجام تحقیقات در زمینه های مشکل مهم اما پرخطر سوق دهد.

## تأثیر اثر متیو بر جوامع
امروزه بسیاری از محققان جهان سوم قانع شده‌اند که مسئولان مجلات علمی سرآمد، تمایل بیشتری به رد مقالات فرستاده شده از یک مؤسسه جهان سوم نسبت به مقاله‌ای به همان کیفیت از کشورهای پیشرفته دارند. مهم‌تر اینکه آن‌ها اظهار می‌دارند که حتی وقتی مقالات آن‌ها در مجلات معتبر به چاپ می‌رسد، دانشگاه‌های آن‌ها مقالات و کارهایشان را نادیده می‌گیرند و تمایل به پیگیری مقالات بعدی دارند که دانشمندان آمریکایی و اروپایی در دنباله کارهای آنان ارائه می‌کنند (گیبز، ۱۳۷۶).